# Distenia mellina
Distenia mellina är en skalbaggsart som beskrevs av Holzschuh 1995. Distenia mellina ingår i släktet Distenia och familjen långhorningar. Inga underarter finns listade i Catalogue of Life.